# Portada/efemèride abril 26
Wilma Lipp
« 25 d'abril · 26 d'abril · 27 d'abril »